# Lycée Aline-Mayrisch
Das Lycée Aline-Mayrisch ist ein Gymnasium in Luxemburg, das 2001 gegründet wurde.

## Namensgebung
Das Gymnasium ist nach der luxemburgischen Frauenrechtlerin Aline Mayrisch benannt.

## Geschichte des Gymnasiums
Die Schule wurde offiziell am 16. März 2001 eröffnet. Erster Direktor der Schule war Gaston Ternes. Die Schule begann mit 650 Schülern und 60 Lehrern. Inzwischen werden ca. 1500 Schüler von 180 Lehrern unterrichtet.

## Schulformen
Das Gymnasium bietet durch ein gegliedertes Schulsystem drei luxemburgische Schulformen an.

## Sonstiges
Seit 2003 erscheint die Schülerzeitung „De Periskop“.